# Banochemi
I Banochemi (noti anche come Baenochaemae, Bainochaimai-Βαινοχαίμαι o Bonochamae) furono un popolo germanico citato da Tolomeo e stanziato nella Germania Magna. Secondo il geografo, i Banochemi vivevano ad est dei Camavi, nei pressi del fiume Elba.